# ABC Signature
ABC Signature (v letech 1985–2007 Touchstone Television, 2007–2020 ABC Studios) byla americká televizní produkční společnost, součást divize Walt Disney Television v rámci The Walt Disney Company a produkční odvětví televizní sítě ABC. Vyráběla televizní pořady i pro jiné americké televizní sítě. Pořady ABC Signature obvykle distribuovala společnost Disney–ABC Domestic Television.
Společnost vznikla v roce 1985 jako Touchstone Television, od roku 2007 používala název ABC Studios, k značce ABC Signature přistoupila roku 2020 po sloučení s ABC Signature Studios. Společnost produkovala množství televizních seriálů, jako jsou např. Alias, Můj přítel Monk, Zoufalé manželky, Chirurgové, Myšlenky zločince, Vražedná práva a Daredevil. Zrušena byla k 1. říjnu 2024 a její projekty převzala sesterská společnost 20th Television.